# Murray Leinster
Muray Lenister je pseudonym amerického spisovatele science fiction Williama Fitzgeralda Jenkinse (16. června 1896, Norfolk, Virginie – 8. června 1975, Gloucester Courthouse, Virginie), jednoho z autorů tzv. Zlatého věku science fiction.

## Život
Narodil se v rodině účetního. Během první světové války v letech 1917–1918 pracoval ve Výboru pro poskytování informací veřejnosti (The Committee on Public Information). Po válce se stal spisovatelem z povolání. Roku 1921 se oženil s Mary Mandolovu, dcerou italských přístěhovalců, a měl s ní čtyři dcery. Během druhé světové války sloužil v Válečné informační službě (Office of War Information). Kromě literární činnosti byl rovněž úspěšný vynálezce, autor několika desítek vynálezů v oboru fotografie a filmu.
Byl velmi plodným spisovatelem. Svou první povídku The Foreigner (Cizinec) publikoval již roku 1916 a první sci-fí povídku The Runaway Skyscraper (Uprchlý mrakodrap) roku 1919. Celkem napsal přes třináct set povídek, novel a románů nejrůznějších žánrů a nejrůznější kvality a řadu filmových, televizních a rozhlasových scénářů. Řada jeho děl patří do subžánru vesmírné opery.
Roku 1995 byla na jeho počest založena Sidewise Award for Alternate History

## Dílo (výběr)

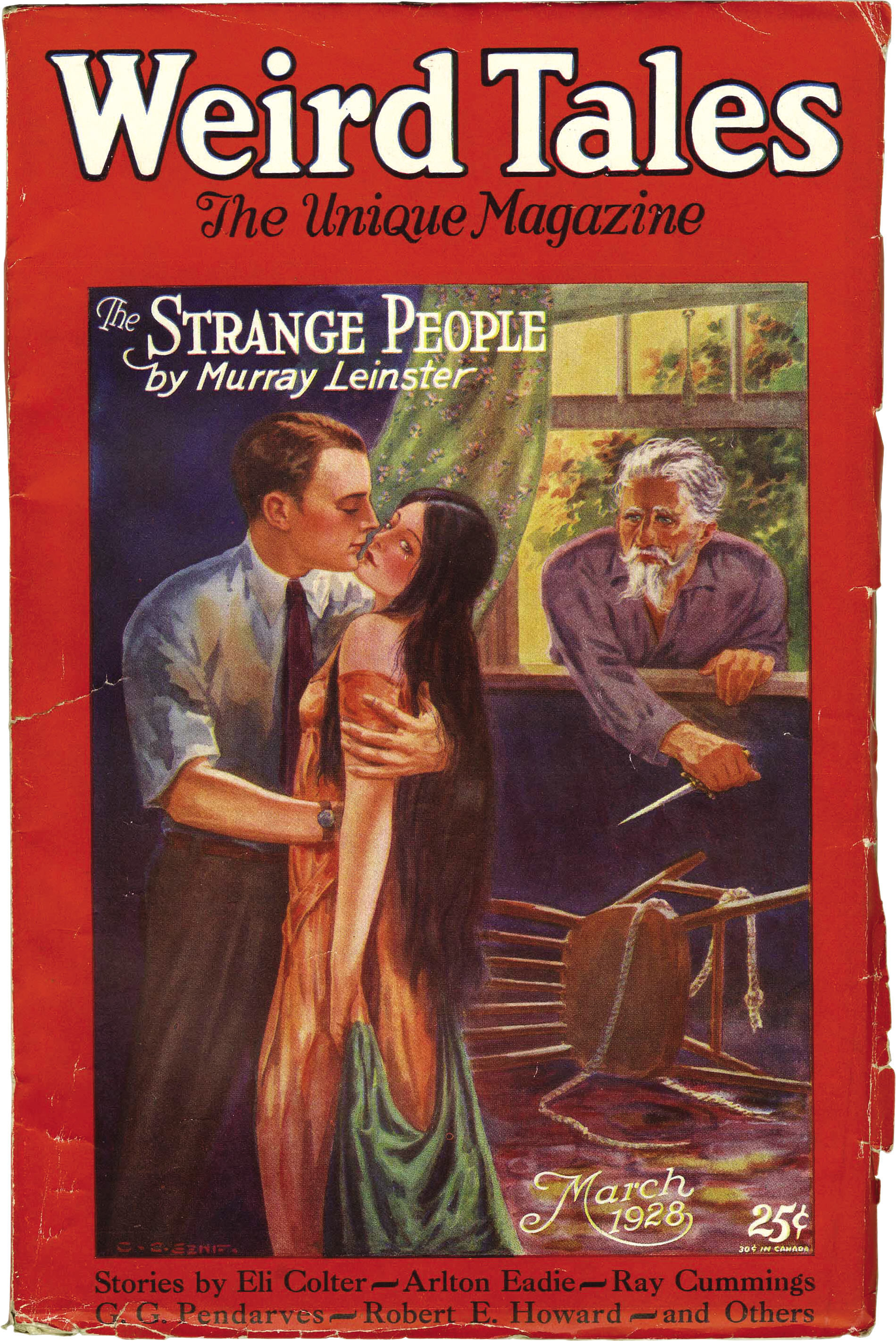
Obálka časopisu Weird Tales z roku 1928 s autorovou povídkou The Strange People.

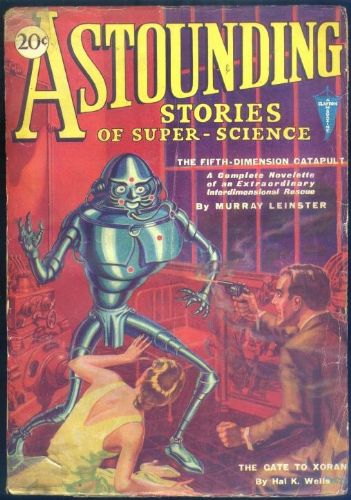
Obálka časopisu Astouding Stories z roku 1931 s autorovou povídku The Fifth-Dimension Catapult.

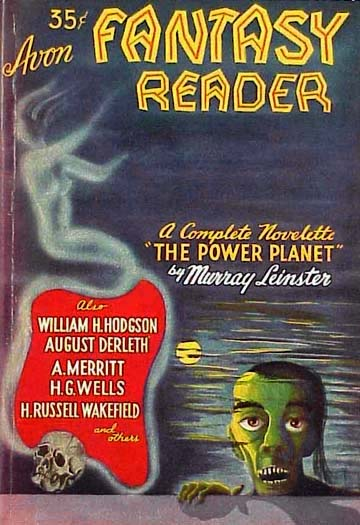
Obálka časopisu Avon Fantasy Reader z roku 1947 s autorovou novelou The Power Planet.

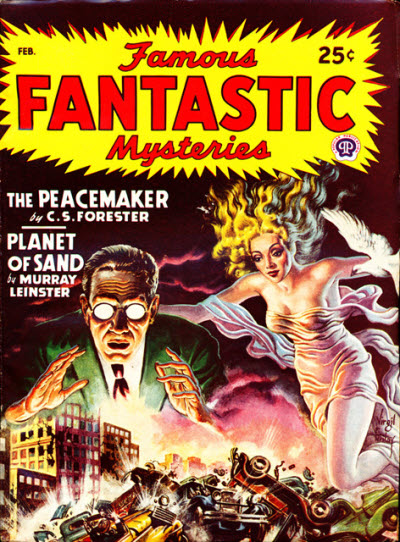
Obálka časopisu Famous Fantastic Mysteries z roku 1948 s autorovou povídku Planet of Sand.

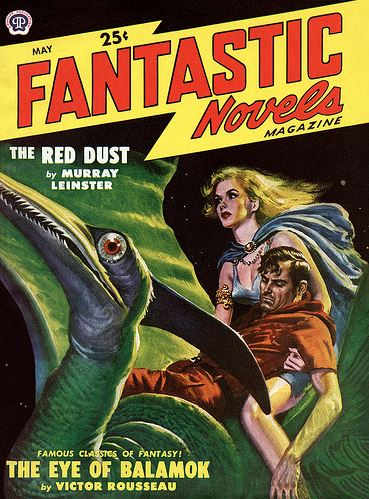
Obálka časopisu Fantastic Novels z roku 1949 s autorovou povídku The Red Dust.

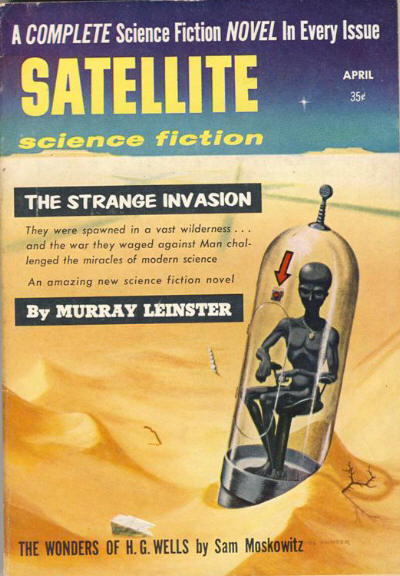
Obálka časopisu Satelite Science Fiction z roku 1958 s autorovým románem The Strange Invasion.

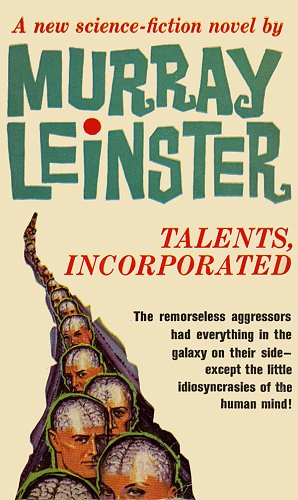
Obálka autorova románu Talents Incorporated (vydání z roku 2007).

### Povídky a novely
- The Foreigner (1916, Cizinec), autorova první povídka.
- Atmosphere (1918), dobrodružný příběh.
- The Runaway Skyscraper (1919, Uprchlý mrakodrap), autorova první sci-fi povídka.
- The Purple Hieroglyph (1920), jako Will F. Jenkins, kriminální příběh.
- When the Death Bird Sings (1921), dobrodružný příběh.
- The Red Dust (1921)
- Owner of the Aztec (1926), western.
- The Strange People (1928).
- Dead Man's Shoes (1931), jako Will F. Jenkins, western.
- The Power Planet (1931).
- The Fifth-Dimension Catapult (1931).
- Sidewise in Time (1934, Schovávaná v čase), povídka na téma časových paradoxů.
- The Fourth-Dimensional Demonstrator (1935, Demonstrátor čtvrtého rozměru), humorná sci-fi.
- A Very Nice Family (1937), za povídku získal cenu Liberty Award.[4]
- Side Bet (1937).
- The Island That Looked Like Paradise (1941), jako Will F. Jenkins, dobrodružný příběh.
- King's Pirate (1944), dobrodružný příběh.
- De profundis (1945), příběh mořského hada, který uviděl člověka, chtěl to říci ostatním mořským hadům, ale nikdo mu nevěřil.
- First Contact (1945, První kontakt), povídka zabývající se kontakty s mimozemšťany, za kterou získal roku 1996 cenu Retro Hugo. V povídce se posádka lidské vesmírné lodi poprvé setkává s mimozemskou. Obě posádky stojí před rozhodnutím, zda spolu válčit a nebo se spřátelit. Mimozemšťané jsou totiž lidem až neuvěřitelně podobní, a tak se ani jedněm nedá věřit.
- The Ethical Equations (1945, Etické rovnice).
- A Logic Named Joe (1946, Logik Joe).
- The Gregory Circle (1947), jako William Fitzgerald.
- The Strange Case of John Kingman (1948).
- The Seven Temporary Moons (1948).
- Planet of Sand (1948).
- The Last Space Ship (1949, Poslední vesmírná loď). Tři sta milionů planet v První galaxii je již kolonizováno Zemí. Vznikla císařství, oligarchie, republiky, diktatury a mnoho dalších, zejména absolutistických forem vlády. „Poddaní“ mají těžký život; všude jsou sledováni kontrolními paprsky svých vládců. Nepohodlní jsou vyhoštěni do trestanecké kolonie na planetě Ades. Nikoho nenapadne, že právě takzvaní „zločinci“ dají základ nové civilizaci, ovládající celou Mléčnou dráhu a přilehlé hvězdokupy.[5]
- Night Drive (1950).
- Keyhole (1951, Klíčová dírka).
- Little Terror (1953, Troška hrůzy).
- Sand Doom (1955), jako Fitzgerald Jenkins.
- Exploration Team (1956, Průzkumný tým), novela, za kterou získal roku 1956 cenu Hugo.
- Death in the Jungle (1958), dobrodružný příběh.
- Pariah Planet (1961, Planeta otroků).
- Land of the Giants (Země obrů). Povídková trilogie napsaná podle amerického televizního seriálu Land of the Giants vypráví příběh cestujících a posádky letadla Supersonic Flight 703, která nouzově přistane na neznámém území, kde je vše dvanáctkrát větší a noční obloha není pozemská. Jde o tyto povídky:
  - Land of the Giants (1968, Země obrů),
  - The Hot Spot (1969),
  - Unknown Danger (1969).

### Sbírky povídek
- Sidewise in Time (1950).
- Monsters and Such (1959).
- Twists in Time (1960).
- The Aliens (1960).
- Get Off My World! (1966).
- The Best of Murray Leinster (1978).
- First Contacts: The Essential Murray Leinster (1998).
- Planets of Adventure (2003).
- The Silver Menace and A Thousand Degrees Below Zero (2007).
- The Runaway Skyscraper and Other Tales from the Pulps (2007)
- Operation Terror with Long Ago, Far Away (2010).
- Adventures in the Fifth-Dimension (2010).

### Romány

#### Milostné příběhy
- Her Desert Lover (1925), jako Louisa Carter Lee.
- Her Other Husband (1929), jako Louisa Carter Lee.
- Love and Bette (1931), jako Louisa Carter Lee.

#### Detektivní, kriminální a dobrodružné romány
- Scalps (1930).
- The Man Who Feared, jako jako Will F. Jenkins, časopisecky 1930, knižně 1942.
- Murder Madness (1931).
- Murder Will Out (1932).
- Murder in the Family, jako Will F. Jenkins, časopisecky 1934, knižně 1935.
- No Clues (1935).
- The Man Who Feared (1942).

#### Western
- Kid Deputy, jako Will F. Jenkins, časopisecky 1928, knižně 1935.
- Wanted Dead or Alive!, časopisecky 1929, knižně 1949.
- Sword of Kings (1933), dobrodružný příběh.
- Mexican Trail, jako Will F. Jenkins, časopisecky 1931, knižně 1933.
- The Gamblin' Kid, jako Will F. Jenkins, časopisecky 1933, knižně 1937.
- Outlaw Sheriff (1934), jako Will F. Jenkins..
- Fighting Horse Valley (1934), jako Will F. Jenkins.
- Black Sheep (1936), jako Will F. Jenkins.
- Guns for Achin (1936), jako Will F. Jenkins.
- Outlaw Guns (1950).
- Dallas (1950), jako Will F. Jenkins).
- Son of the Flying 'Y'(1951), jako Will F. Jenkins.
- Cattle Rustlers (1952), jako Will F. Jenkins.

#### Science fiction a fantasy
- The Other Side of Here, časopisecky 1936 jako The Incredible Invasion, knižně 1955.
- The Murder of the U.S.A. (1946), jako Will F. Jenkins.
- The Brain-Stealers, časopisecky 1947 jako The Man in the Iron Cap, knižně 1954.
- The Black Galaxy, časopisecky 1949, knižně 1954.
- Fight for Life (1949).
- The Black Galaxy, časopisecky 1949, knižně 1952.
- Gateway to Elsewhere, časopisecky 1952 jako Journey to Barkut, knižně 1954.
- Space Platform (1953).
- Space Tug (1953).
- Operation: Outer Space (1954).
- The Forgotten Planet (1954).
- City on the Moon (1957).
- The Mutant Weapon, časopisecky 1957 jako Med Service, knižně 1959.
- The Strange Invasion (1958), také jako War with the Gizmos.
- Four from Planet 5 (1959). časopisecky jako Long Ago, Far Away.
- The Monster from Earth's End (1959).
- The Pirates of Zan (1959), časopisecky jako The Pirates of Ersatz.
- Men Into Space (1960).
- The Wailing Asteroid (1960).
- Creatures of the Abyss (1961).
- This World is Taboo (1961), časopisecky jako Pariah Planet.
- Operation Terror (1962).
- Talents Incorporated (1962).
- The Other Side of Nowhere (1964), časopisecky jako Spaceman.
- The Time Tunnel (1964).
- The Duplicators (1964), časopisecky jako Lord of the Uffts.
- The Greks Bring Gifts (1964).
- Invaders of Space (1964).
- Tunnel Through Time (1966).
- Space Captain (1966), časopisecky jako Killer Ship.
- Checkpoint Lambda (1966), časopisecky jako  Stopover in Space.
- Miners in the Sky (1967).
- Space Gypsies (1967).

## Ocenění
Za své dílo získal několik ocenění:
- Liberty Award (1937) za povídku A Very Nice Family.
- Cena Hugo (1956) za novelu Exploration Team.
- Cena Retro Hugo za povídku First Contact (1945, První kontakt).

## Filmové adaptace
- The Purple Cipher (1920), americký němý film podle povídky The Purple Hieroglyph, režie Chester Bennett.
- Good As Gold (1927), americký němý film podle povídky Owner of the Aztec, režie Scott R. Dunlap.
- Murder Will Out (1930), americký film podle povídky The Purple Hieroglyph, režie Clarence G. Badger.
- Border Devils (1932), americký film podle povídky Dead Man's Shoes, režie William Nigh.
- Torchy Blane in Chinatown (9391), americký film podle povídky The Purple Hieroglyph, režie William Beaudine.
- The Strange Case of John Kingman (1950), epizoda z amerického televizního seriálu Lights Out, režie Grey Lockwood.
- The Seven Temporary Moons (1951), epizoda z amerického televizního seriálu Out There,
- Night Drive (1957), epizoda za amerického televizního seriálu Schlitz Playhouse, režie Frederick Stephani.
- The Navy vs. the Night Monsters (1966), americký film podle románu The Monster from Earth's End, režie Michael A. Hoey.
- The Terrornauts (1967), britský film podle románu The Wailing Asteroid, režie Montgomery Tully.
- Primo contatto (1970), epizoda z italského televizního seriálu podle povídky First Contact, režie Alessandro Blasetti.

## Česká vydání

### Samostatné povídky
- Logik Joe, antologie Roboti a androidi, Svoboda, Praha 1988, přeložil Jindřich Smékal.
- Průzkumný tým, antologie Hugo Story I: 1955-1961 Winston Smith, Praha 1993, přeložil Zdeněk Havlíček) a antologie Staré dobré kusy (Laser, Plzeň 2003, přeložil Ivan Tomek).
- Schvávaní v čase, antologie Na úsvitu Zlatého věku, Mustang, Plzeň 1995, přeložil Pavel Medek.
- De profundis, antologie Na vrcholu Zlatého věku, Mustang, Plzeň 1996, přeložil Pavel Medek.
- Demonstrátor čtvrtého rozměru, antologie Stvořitelé budoucnosti, Metafora, Praha 2003, přeložil Miroslav Martan.
- První kontakt, antologie Síň slávy: Nejlepší SF povídky všech dob 1929-1946, Baronet, Praha 2003.

### Knihy
- Etické rovnice – Země obrů, SFK Julese Verna, Praha 1988, fanbook.
- Poslední vesmírná loď, SFK Winston, Praha 1989, fanbook.